# 신나는 날 즐거운 날
《신나는 날 즐거운 날》은 KBS 부산방송총국에서 자체적으로 제작 · 방송했던 텔레비전 프로그램이다.

## 역대 MC
- 장두희, 선우경
- 한상권, 선우경
- 김평래, 윤소희
- 오태훈, 윤소희
- 강수정
- 김보민
- 박지윤
- 고은령
- 장수연
- 손지민